# Eiðar
Eiðar is een historisch belangrijke voormalige boerderij in het oosten van IJsland in de regio Austurland aan de westkust van het Lagarfljót. Er wonen zo'n 35 inwoners die met name in de toeristische sfeer werkzaam zijn. Zo zijn er paardrij-activiteiten, is er een sportschool, een zwembad en vergaderfaciliteiten. Eiðar was in vroeger tijden het huis van Helgi Ásbjarnarson uit de Fljótsðæla saga. Het ligt vlak bij het Eiðavatn meer, waar het goed vissen is. Even buiten het plaatsje staat een 100 kW lange golfzender van Ríkisútvarpið, die op 207 kHz zendt. Eiðar hoort samen met Egilsstaðir, Fellabær en Hallormsstaður tot de gemeente Fljótsdalshérað.

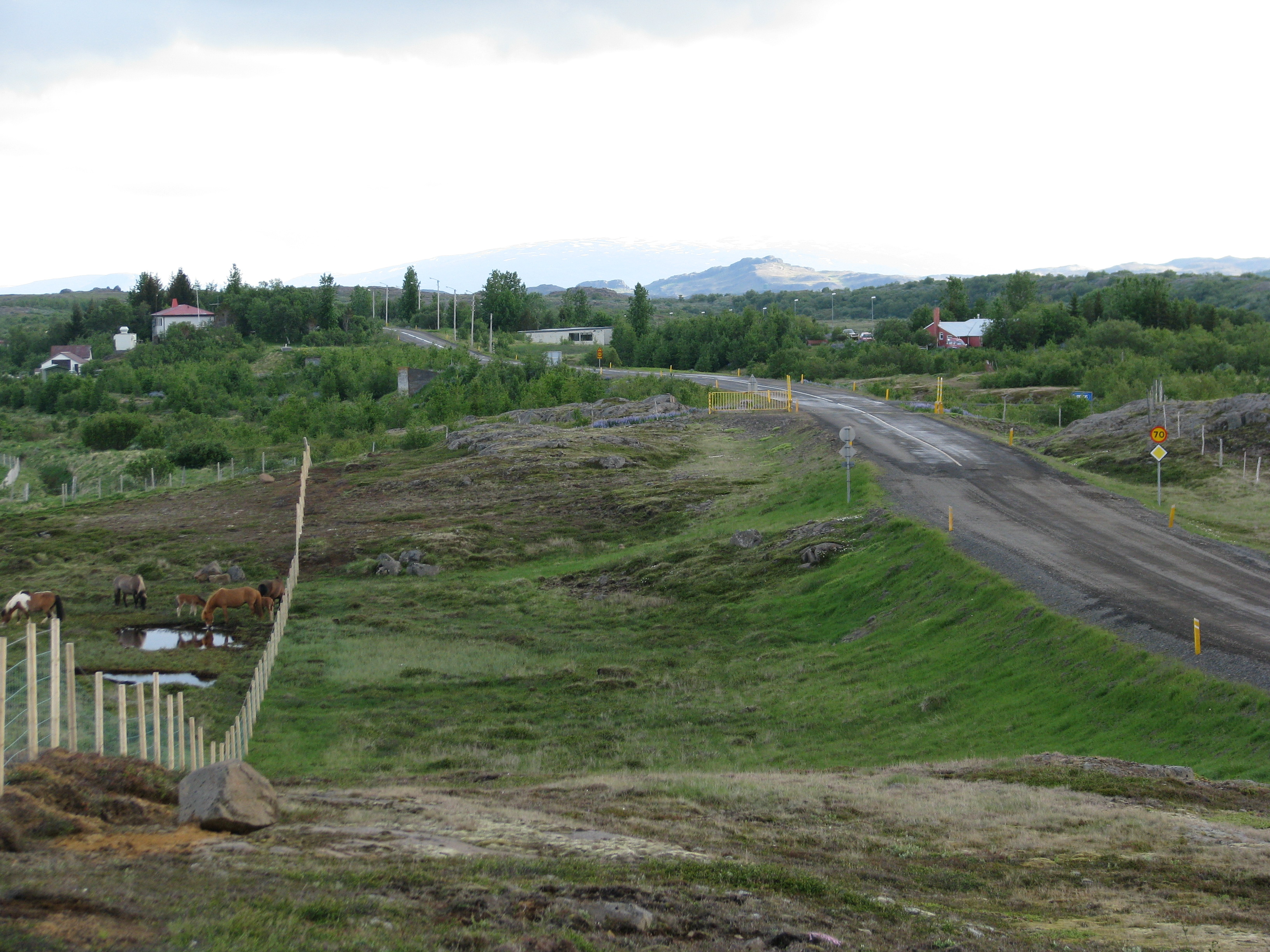
Blik op Eiðar.
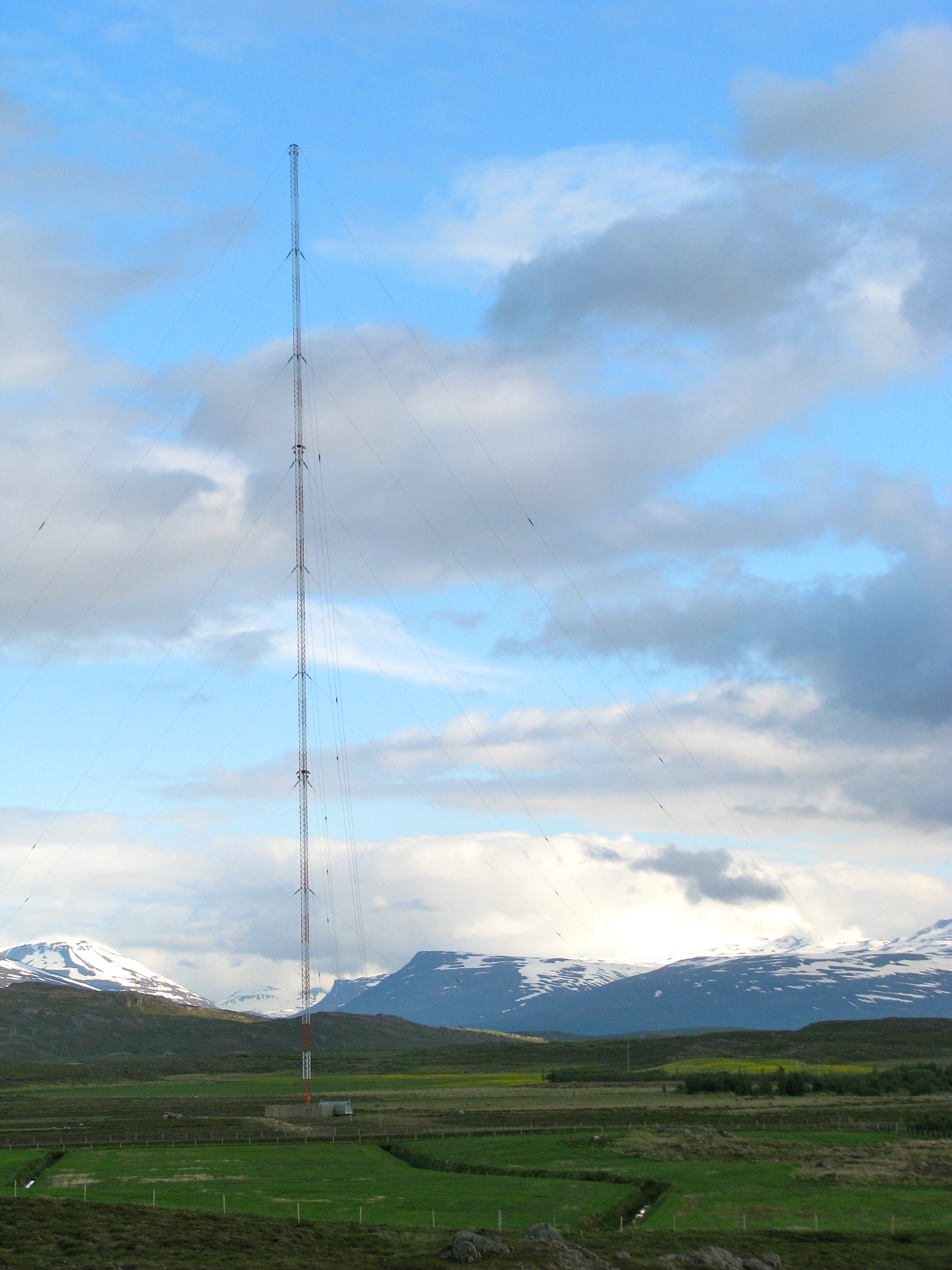
De radiozendmast bij Eiðar.